# Stefan Schröder (Handballspieler)
Stefan Schröder (* 17. Juli 1981 in Schwerin) ist ein ehemaliger deutscher Handballspieler. Er spielte auf der Position Rechtsaußen. Mittlerweile ist er als Handballtrainer tätig.

## Karriere
Stefan Schröder begann mit dem Handballspielen in der Jugendabteilung des SV Post Schwerin. Im Jahre 1999 wechselte der Linkshänder zur SG Flensburg-Handewitt, bei der er anfangs in der zweiten Mannschaft spielte und im Profibereich trainierte. Seinen ersten Titel gewann er 2001 mit dem Sieg über Ademar León im Europapokal der Pokalsieger. 2004 wechselte er auf Leihbasis zum Erstligaaufsteiger HSG Düsseldorf, mit dem er das Ziel Klassenerhalt erreichte. Ab dem 1. Juli 2005 spielte Schröder für den HSV Hamburg in der Handball-Bundesliga. Nach der Insolvenz und dem Rückzug vom Spielbetrieb der Bundesliga-Mannschaft unterstützt Schröder das Oberligateam des HSV.
Am 6. Juni 2009 stellte Schröder mit 21 Treffern in einem Spiel einen neuen Bundesligarekord auf.
Für die deutsche Nationalmannschaft lief er 49-mal auf und erzielte 99 Tore. Er nahm an der EM in Norwegen (4. Platz), der WM in Kroatien (5. Platz) und der EM 2010 in Österreich, bei der er sich im Auftaktspiel gegen Polen schwer verletzte, teil. Dies war sein letztes Länderspiel.
Schröder war zwischen Februar 2018 und März 2024 als Vizepräsident Jugend und Leistungssport beim Hamburger Handball-Verband tätig. Nach der Saison 2017/18 beendete Schröder seine aktive Karriere beim Handball Sport Verein Hamburg, bei dem er jedoch weiterhin im Marketingbereich tätig ist. Da im August 2018 mehrere Spieler verletzungsbedingt ausfielen, wurde er kurz vor dem Beginn der Saison 2018/19 reaktiviert. Ab dem Sommer 2019 war er beim Handball Sport Verein Hamburg als Nachwuchskoordinator tätig. in der Saison 2020/21 trainierte Schröder zusätzlich die A-Jugend vom Handball Sport Verein Hamburg, die in der A-Jugend-Bundesliga antrat. Ab dem Sommer 2021 war er beim Handball Sport Verein Hamburg als hauptamtlicher Jugendvorstand sowie als Trainer der 2. Männermannschaft, die in der Hamburg-Liga antrat, tätig. Unter seiner Leitung stieg die 2. Mannschaft 2022 in die Oberliga auf. Im Jahr 2024 beendete er seine Trainertätigkeit beim Handball Sport Verein Hamburg.
Im August 2021 schloss er in der Sportschule Hennef die B-/C-Trainer-Kurzausbildung des Deutschen Handballbundes für ehemalige und aktuelle Profis ab.

## Privates
Schröder war verheiratet mit Stefanie, der Tochter des ehemaligen deutschen Handballnationalspielers Roberto Pries, mit der er drei Kinder hat.
Seit 2024 leitet er in Dänemark einen Zeltplatz, was seit langem ein Traumjob von ihm war.

## Erfolge
- Deutscher Meister 2004, 2011
- Pokalsieger 2003, 2004, 2006 und 2010
- Supercup-Sieger 2006, 2009
- Champions-League-Sieger 2013
- Europapokal der Pokalsieger 2001, 2007
- 4. bei der Europameisterschaft 2008 in Norwegen
- 5. bei der Weltmeisterschaft in Kroatien
- 10. bei der Europameisterschaft in Österreich

## Bundesligabilanz
| Saison    | Verein                 | Spielklasse | Spiele | Tore | 7-Meter | Feldtore |
| --------- | ---------------------- | ----------- | ------ | ---- | ------- | -------- |
| 2000–04   | SG Flensburg-Handewitt | Bundesliga  | 35     | 54   | 0       | 54       |
| 2004/05   | HSG Düsseldorf         | Bundesliga  | 24     | 56   | 0       | 56       |
| 2005/06   | HSV Hamburg            | Bundesliga  | 34     | 86   | 0       | 86       |
| 2006/07   | HSV Hamburg            | Bundesliga  | 30     | 69   | 0       | 69       |
| 2007/08   | HSV Hamburg            | Bundesliga  | 19     | 44   | 0       | 44       |
| 2008/09   | HSV Hamburg            | Bundesliga  | 29     | 108  | 4       | 104      |
| 2009/10   | HSV Hamburg            | Bundesliga  | 26     | 40   | 5       | 35       |
| 2010/11   | HSV Hamburg            | Bundesliga  | 24     | 44   | 0       | 44       |
| 2011/12   | HSV Hamburg            | Bundesliga  | 21     | 41   | 0       | 41       |
| 2012/13   | HSV Hamburg            | Bundesliga  | 19     | 45   | 0       | 45       |
| 2013/14   | HSV Hamburg            | Bundesliga  | 32     | 57   | 0       | 57       |
| 2014/15   | HSV Hamburg            | Bundesliga  | 24     | 38   | 0       | 38       |
| 2000–2015 | gesamt                 | Bundesliga  | 317    | 682  | 9       | 673      |

Hinweis: Auf Grund des Rückzugs des HSV Hamburg in der Saison 2015/16 wurden die absolvierten Spiele von der HBL nicht gewertet.